# Sukanegara (Pesisir Tengah)
Sukanegara is een bestuurslaag in het regentschap Lampung Barat van de provincie Lampung, Indonesië. Sukanegara telt 830 inwoners (volkstelling 2010).